# Pergula
Pergula – rodzaj błonkówek z rodziny Pergidae.

## Zasięg występowania
Przedstawiciele tego rodzaju występują w Australii.

## Systematyka
Do  Pergula zaliczane są 3 gatunki:
- Pergula exilis
- Pergula turneri
- Pergula xantha